# Bò đỏ không sừng Thụy Điển
Bò Red Polled Thụy Điển (tiếng Thụy Điển: Rödkulla) là một giống bò có nguồn gốc từ Thụy Điển. Nó là giống bò chăn nuôi với mục đích kép, được nuôi với mục đích lấy sữa và cả lấy thịt.
Năm 1937, một giống mới, bò Red Polled Thụy Điển (Thụy Điển: Svensk Kullig Boskap hoặc SKB), được tạo ra với ý định sáp nhập hai giống bò khá khác biệt là Rödkulla với Fjällras.:307 Các nhà lai giống tuy vậy không chấp nhận phân loại mới, và tiếp tục duy trì dòng máu của từng giống riêng biệt như trước đây.:12–13 Hiệp hội các nhà lai tạo, Sveriges Rödkulleförening, được thành lập vào những năm 1960.:13 Tuy nhiên, số lượng bò giống này đã giảm sút. Vào cuối những năm 1970, nó đã giảm xuống mức rất thấp, chỉ còn khoảng 20 con bò Red Polled Thụy Điển thuần chủng, và những nỗ lực bảo tồn đã bắt đầu. Trong quá trình phục hồi, một số sử dụng được làm từ các giống tương tự nhập khẩu từ Phần Lan và Na Uy (Ostlandsk Roedkolle và Vestlandsk Raudkolle). Năm 2004, Rödkulla được công nhận chính thức: một mã số giống (40) được Statens Jordbruksverk, hội đồng nông nghiệp Thụy Điển giao cho nó.
Trong năm 2009 có khoảng 1200 con bò và 400 con bò đực giống; tinh dịch từ hơn 70 con bò đực đã có sẵn cho thụ tinh nhân tạo.

## Sử dụng
Rödkulla là một giống bò hai mục đích. Nó cung cấp khoảng 5500 kg sữa mỗi năm. Bò khi đem đi giết mổ đạt trọng lượng 250–400 kg và độ tuổi 30 tháng.